# 野中徹博
野中 徹博（のなか てつひろ、1965年5月22日 - ）は、愛知県一宮市出身の元プロ野球選手（投手・内野手）、高校野球監督。1988年と1989年の登録名は野中 崇博。台湾プロ野球での登録名は野中 尊制。
一度はプロ野球選手を引退し、野球から数年離れていたものの、台湾球界で現役復帰を果たしたのちに日本プロ野球界に復帰。最初のプロ入りから数えて13年目でNPB初勝利をあげた異質の経歴をもつ選手である。

## 来歴・人物

### プロ入り前
小学校2年生のときに野球（軟式野球）を始め、5年生から投手を務める。この頃から中日ドラゴンズファンになり、鈴木孝政に憧れていたという。岐阜県美濃加茂市で過ごした中学時代には3年次の全国大会で準優勝を果たし、注目を集めた。中京高では2年次の1982年からエース（控え投手は同級生の紀藤真琴、森昌彦）となり、甲子園には春夏合わせて3回出場（2年次の春夏と3年次の夏）。真っ向から投げ下ろす速球と大きなカーブは威力があり、3年次の1983年に開かれた夏の甲子園では、エース・水野雄仁を擁する池田高を阻止する筆頭と目され、「事実上の決勝戦」という呼び声も上がるほどであった準々決勝で対戦。敗退したものの甲子園では通算10勝3敗、防御率0.79の成績を残した。
プロ入り時点では、実家は岐阜県加茂郡坂祝町にあった。

### 阪急・オリックス時代
1983年11月22日に開催されたプロ野球ドラフト会議では、地元球団の中日ドラゴンズが野中の2位指名を決定していた一方、本人はセ・リーグ球団、特に読売ジャイアンツ（巨人）と中日の2球団を希望球団として挙げていたが、ドラフト会議当日に阪急ブレーブスから1位指名を受けた。本人はセ・リーグ球団を希望していたため、1位指名されたこと自体は喜んでいた一方、パ・リーグ球団である阪急からの指名だったことを残念がっていたが、最終的には阪急に入団している。1年目は二軍で4勝7敗、防御率3.91でウエスタン投手成績9位を記録する。将来のエース候補として2年目の1985年には一軍登板を果たしたが、ウイルス性肝炎を患い1か月余り入院。オフには肩を手術するが完治せず練習生に格下げとなる。翌年以降は肩やひじの故障に悩まされて満足な成績が残せなかった。1988年から登録名を崇博（たかひろ）に変更。同年8月には、打撃コーチ（翌年二軍監督に就任）の住友平から打者転向を勧められ、内野手（主に三塁手）に転向。翌年から背番号は18から0に変更した。
球団がオリックスに身売りされた1989年、ウエスタン・リーグで住友二軍監督の下で積極的に起用され打率3割を残したが一軍出場はなく、自由契約となり現役を引退。

### 現役引退後
引退後は地元に帰って健康器具の販売やテレビクルーの助手などを経験した後、札幌でラーメン店の修行を積んだり、東京に出ては広告代理店業にも従事。その広告代理店近くの居酒屋「あぶさん」の店長に誘われて、会社員の傍ら水島新司主宰の草野球チーム『ボッツ』でプレーした。水島のチームでは野手を務めていたが、テレビ番組の企画で行われた吉本興業の芸能人チームとの対戦で投手を務めた際の投球が138km/hを計測。ベンチで若菜嘉晴から「おいおい、まだ現役じゃないか」と言われたほどだった。そして肩の痛みもなかったため再度プロで投げたいとの気持ちが沸いてきたという。

### 台湾での現役復帰
1993年、知り合いの新聞記者の紹介で台湾の中華職業棒球聯盟（CPBL）の俊国ベアーズの入団テストを受け、合格。ここで実績を残し3年後に日本球界から誘いを受けるつもりでいたが1年目に15勝を挙げたことで日本ハムから獲得を打診される。保有権の問題でこのチームへの移籍はならず、野中本人はがっくりしたとのことだったが、その後中日の関係者に連絡してテスト生として中日ドラゴンズの1994年の春季キャンプに参加。そして入団テストに合格し、日本プロ野球への復帰を果たした。年俸は800万円で、背番号は星野仙一前監督が着用していた77。

### 中日時代
1994年シーズンは21試合に登板し、初セーブを挙げたほか、読売ジャイアンツとの10.8決戦では8･9回の2イニングを無失点に抑えた。野中はこの試合がプロ生活での一番の思い出と語っている。
1995年シーズンも20試合に登板したが、監督が星野仙一に交代した1996年シーズンは登板機会に恵まれず、同年のシーズンオフに戦力外通告を受けた。

### ヤクルト時代
1997年シーズンにはヤクルトスワローズの入団テストを受け、合格。5月27日の対横浜ベイスターズ9回戦（横浜スタジアム）でリリーフとして登板し、悲願のNPB初勝利。プロ野球に所属して10年、回り道を入れると13年かかっての初勝利であった。この年のシーズンも中継ぎとして活躍し、日本一に貢献したが翌1998年シーズンには坐骨神経痛を患い、同年のシーズンオフに戦力外通告を受け、現役を引退。

### 2度目の現役引退後
2年半ほど探偵会社を経営した後、下水管調査の仕事を経て、2005年から2008年までは社会人野球・佐久コスモスターズ硬式野球クラブの選手兼任監督として活動。プロ野球マスターズリーグにもテスト入団を受け、2006年および2007年にチームのクローザーとして、名古屋の優勝に貢献し、MVPを獲得。また、2006年にはWBC日本代表に打撃投手として参加していた。
その後は都内メーカーに勤務の傍ら、居酒屋も兼ねている「少年野球指導教室中野塾」で月1回指導員を務めていた。
2018年12月に島根県出雲市内の建設会社にIターン転職するとともに出雲西高等学校野球部監督に就任。

## 選手としての特徴
オーバースローからのMAX147km/hの速球とカーブ、スライダー、フォークを武器に甲子園で投げていた。
ヤクルト時代には監督の野村克也の指示もありオーバースロー以外にサイドスローを交えたり、変化球もシュートを覚えて投げていた。

## エピソード
中日ドラゴンズ時代の1994年5月1日、ナゴヤ球場での対広島カープ6回戦に先発。広島カープの先発は紀藤真琴で、”中京高同級生対決”が実現。結果は広島カープが勝ち、紀藤が勝ち投手となり、野中が負け投手となった。

## 詳細情報

### 年度別投手成績
| 年 度     | 球 団     | 登 板 | 先 発 | 完 投 | 完 封 | 無 四 球 | 勝 利 | 敗 戦 | セ 丨 ブ | ホ 丨 ル ド | 勝 率 | 打 者 | 投 球 回 | 被 安 打 | 被 本 塁 打 | 与 四 球 | 敬 遠 | 与 死 球 | 奪 三 振 | 暴 投 | ボ 丨 ク | 失 点 | 自 責 点 | 防 御 率 | W H I P |
| --------- | --------- | ----- | ----- | ----- | ----- | -------- | ----- | ----- | -------- | ----------- | ----- | ----- | -------- | -------- | ----------- | -------- | ----- | -------- | -------- | ----- | -------- | ----- | -------- | -------- | ------- |
| 1985      | 阪急      | 7     | 2     | 0     | 0     | 0        | 0     | 0     | 0        | --          | ----  | 77    | 17.0     | 17       | 3           | 10       | 0     | 2        | 10       | 0     | 0        | 10    | 9        | 4.76     | 1.59    |
| 1993      | 俊国      | 29    | 15    | 6     | 0     | 0        | 15    | 4     | 1        | --          | .789  | 625   | 151.0    | 127      | 10          | 54       | 2     | 10       | 94       | 8     | 2        | 59    | 53       | 3.16     | 1.20    |
| 1994      | 中日      | 21    | 1     | 0     | 0     | 0        | 0     | 1     | 1        | --          | .000  | 135   | 31.1     | 30       | 3           | 15       | 2     | 1        | 18       | 3     | 0        | 11    | 11       | 3.16     | 1.44    |
| 1995      | 中日      | 20    | 0     | 0     | 0     | 0        | 0     | 1     | 3        | --          | .000  | 75    | 17.1     | 15       | 2           | 13       | 1     | 0        | 13       | 1     | 0        | 11    | 10       | 5.19     | 1.62    |
| 1996      | 中日      | 3     | 0     | 0     | 0     | 0        | 0     | 0     | 0        | --          | ----  | 14    | 3.0      | 5        | 1           | 1        | 0     | 0        | 1        | 0     | 0        | 4     | 4        | 12.00    | 2.00    |
| 1997      | ヤクルト  | 44    | 0     | 0     | 0     | 0        | 2     | 3     | 0        | --          | .400  | 230   | 55.1     | 42       | 6           | 25       | 5     | 3        | 47       | 2     | 1        | 16    | 14       | 2.28     | 1.21    |
| 1998      | ヤクルト  | 16    | 0     | 0     | 0     | 0        | 0     | 0     | 0        | --          | ----  | 99    | 19.0     | 34       | 4           | 8        | 1     | 1        | 19       | 2     | 0        | 21    | 18       | 8.53     | 2.21    |
| NPB：6年  | NPB：6年  | 111   | 3     | 0     | 0     | 0        | 2     | 5     | 4        | --          | .286  | 630   | 143.0    | 143      | 19          | 72       | 9     | 7        | 108      | 8     | 1        | 73    | 66       | 4.15     | 1.50    |
| CPBL：1年 | CPBL：1年 | 29    | 15    | 6     | 0     | 0        | 15    | 4     | 1        | --          | .789  | 625   | 151.0    | 161      | 14          | 54       | 2     | 10       | 94       | 8     | 2        | 59    | 53       | 3.16     | 1.42    |

### 記録
NPB
- 初登板：1985年4月20日、対西武ライオンズ2回戦（平和台球場）、4回表から4番手で救援登板、3回1/3を2失点（自責点1）
- 初先発登板：1985年5月8日、対ロッテオリオンズ4回戦（平和台球場）、5回2/3を2失点で勝敗つかず
- 初打席：1994年5月1日、対広島東洋カープ6回戦（ナゴヤ球場）、3回裏に紀藤真琴の前に三振
- 初セーブ：1994年8月17日、対読売ジャイアンツ21回戦（東京ドーム）、8回裏から2番手で救援登板・完了、2回無失点
- 初安打：1995年9月7日、対阪神タイガース21回戦（ナゴヤ球場）、竹内昌也から単打
- 初勝利：1997年5月27日、対横浜ベイスターズ9回戦（横浜スタジアム）、5回裏2死から5番手で救援登板、1回1/3無失点

### 背番号
- 18 （1984年 - 1988年）
- 0 （1989年）
- 11 （1993年）
- 77 （1994年）
- 26 （1995年）
- 56 （1996年）
- 38 （1997年 - 1998年）

### 登録名
- 野中 徹博 （のなか てつひろ、1984年 - 1987年、1994年 - 1998年）
- 野中 崇博 （のなか たかひろ、1988年 - 1989年）
- 野中 尊制 （のなか たかゆき、1993年）